# Folke Lindberg (sångtextförfattare)
Folke Karl Lindberg, född 24 april 1906 i Stockholm, död 28 november 1935 i Stockholm, var en svensk sångtextförfattare och konsertsångare.
Som textförfattare var han verksam huvudsakligen under pseudonymen Folkelin och mycket produktiv. Under sin korta levnad hann han skriva över 500 texter. Han upptäcktes och nyttjades av Ernst Rolf och kontrakterades även av skivbolaget Columbia, senare även Sonora, som sångare, där han sjöng under sitt riktiga namn. Mellan 1929 och 1935 spelade han in ett hundratal skivor. På en av sina sista skivor sjunger han duett med den då debuterande sångerskan Margareta Kjellberg. Efter hans död fortsatte hans bror Bengt Lindberg att sjunga in flera av Lindbergs alster.

## Diskografi i urval
- Från pol till pol
- I sommarens gyllne tid
- Salta biten
- Kan du inte texten till refrängen
- Det är roligt nästan jämt
- Lilla Lisa
- Hela Sveriges hambo
- Tänk på att solen skiner på dej varje dag
- Giv mej ett svar på din lilla gitarr, i duett med Margareta Kjellberg